# Liste der Grafen von Champagne

Wappen der Grafschaft Champagne

Die Grafschaft Champagne ging aus der Vereinigung der Grafschaften von Meaux und Troyes hervor, die den größten Teil des ehemaligen fränkischen Dukats Champagne umfassten. Die Vereinigung wurde durch Robert von Vermandois realisiert, der Meaux von seinem Vater erbte und Troyes durch seine Ehefrau als Mitgift erhielt. Seit 967 war mit dem Besitz von Troyes auch der Titel eines Comes palatinus Francorum regis (Pfalzgrafen der Könige der Franken) verbunden, der von König Lothar an Graf Heribert den Alten vergeben worden war. Graf Hugo I. war der erste, der den Titel comes Campanie (Graf von Champagne) trug, den Graf Theobald IV. auf comes palatinus Campanie Brigensis (Pfalzgraf von Champagne-Brie) erweiterte.

## Dukate der Champagne
- Lupus († ermordet 581), Gefolgsmann der Königin Brunichild
- Wintrio (dux 581; † nach 600), von Königin Brunichild ermordet
- Waymerus († 678), nach Verrat an dem Hausmeier Ebroin von diesem gehängt
- Drogo, († 708), Sohn von Pippin dem Mittleren (Arnulfinger)
- Arnulf, (dux 715; † nach 723), Sohn Drogos

## Grafen von Meaux-Troyes bzw. Champagne
| Name | Regierungszeit    | Verwandtschaft               | Anmerkungen                                                     |
| --- | ----------------- | ---------------------------- | --------------------------------------------------------------- |
| Haus Vermandois (Karolinger) |                   |                              |                                                                 |
| Robert von Vermandois | 946–967           |                              | seit 946 Graf von Meaux, ab 956 Graf von Troyes                 |
| Heribert der Alte | 968–980/984       | Bruder seines Vorgängers     |                                                                 |
| Heribert der Jüngere | 967–995/996       | Sohn von Robert              |                                                                 |
| Stephan I. | 995/996–1019/1021 | Sohn seines Vorgängers       |                                                                 |
| Haus Blois |                   |                              |                                                                 |
| Odo I. | 1023–1037         | Großneffe von Robert         | als Odo II. Graf von Blois                                      |
| Stephan II. | 1037–1045/1048    | Sohn seines Vorgängers       |                                                                 |
| Odo II. | 1045/1048–1063    | Sohn seines Vorgängers       |                                                                 |
| Theobald I. | 1063–1089         | Sohn von Odo I.              | als Theobald III. Graf von Blois                                |
| Odo III. | 1089–1097         | Sohn seines Vorgängers       | Graf von Troyes                                                 |
| Hugo | 1097–1125         | Bruder seines Vorgängers     | Graf von Troyes                                                 |
| Stephan Heinrich | 1089–1102         | Bruder von Odo III. und Hugo | Graf von Meaux                                                  |
| Adela von der Normandie | 1102–1109         | Ehefrau von Stephan Heinrich | Regentin für Theobald II.                                       |
| Theobald II. der Große | 1102–1151         | Sohn von Stephan Heinrich    | als Theobald IV. Graf von Blois                                 |
| Heinrich I. der Freigiebige | 1151–1181         | Sohn seines Vorgängers       |                                                                 |
| Marie de Champagne | 1181–1187         | Ehefrau von Heinrich I.      | Regentin für Heinrich II.                                       |
| Heinrich II. der Jüngere | 1181–1197         | Sohn seines Vorgängers       | ab 1192 König von Jerusalem                                     |
| Marie de Champagne | 1197–1198         | Ehefrau von Heinrich I.      | Regentin für Theobald III.                                      |
| Theobald III. | 1197–1201         | Onkel seines Vorgängers      |                                                                 |
| Blanka von Navarra | 1201–1222         | Ehefrau von Theobald III.    | Regentin für Theobald IV.                                       |
| Theobald IV. der Trobadour | 1201–1253         | Sohn seines Vorgängers       | als Theobald I. König von Navarra                               |
| Theobald V. | 1253–1270         | Sohn seines Vorgängers       | als Theobald II. König von Navarra                              |
| Heinrich III. der Dicke | 1270–1274         | Sohn seines Vorgängers       | als Heinrich I. König von Navarra                               |
| Johanna I. | 1274–1305         | Tochter ihres Vorgängers     | Königin von Navarra, seit 1285 Königin von Frankreich           |
| Kapetinger |                   |                              |                                                                 |
| Ludwig der Zänker | 1305–1316         | Sohn seiner Vorgängerin      | König von Navarra, seit 1314 als Ludwig X. König von Frankreich |
| Johanna II. | 1316–1335         | Tochter ihres Vorgängers     | Königin von Navarra                                             |
| Johanna II. verzichtete am 15. März 1335 auf ihre Rechte auf die Champagne zugunsten König Philipps VI. Erst König Johann II. vereinte die Champagne 1361 mit der Krondomäne. |                   |                              |                                                                 |

## Herzog von Champagne
König Ludwig XI. apanagierte 1468 seinen Bruder Charles de Valois, duc de Berry mit der Champagne einschließlich des Titels eines Herzogs, den Karl schon für seine vorangegangene Apanage der Normandie getragen hatte. Bereits ein Jahr später tauschte Karl die Champagne gegen die Guyenne ein.